# Mariakaakje
Een mariakaakje, mariakoekje of mariatje (In Vlaanderen) of Marie-biscuit is een koekje, dat lijkt op een kaakje.

## Omschrijving
De vorm van het koekje is plat en rond, en heeft meestal de naam Maria in reliëf op de bovenkant. Het krokante, dunne koekje is gemaakt van tarwebloem, suiker, palmolie of zonnebloemolie en heeft, in tegenstelling tot een kaakje een typische vanille-smaak. Het koekje wordt in verschillende landen gefabriceerd en gegeten. 

## Geschiedenis
De Marie-biscuit werd in 1874 gemaakt door de Londense bakkerij Peek Freans om het huwelijk van de groothertogin Maria Alexandrovna van Rusland met de hertog van Edinburgh te herdenken. Het koekje werd populair in heel Europa, met name in Portugal en Spanje. Het koekje werd daar, na de burgeroorlog een symbool van het economische herstel.